# Санне Веверс
Санне Веверс (нід. Sanne Wevers, нар. 17 вересня, 1991 року, Леуварден, Фрисландія, Нідерланди) — нідерландська гімнастка, олімпійська чемпіонка 2016 року, призерка чемпіонату світу та Європи.

## Біографія
Народилась в родині тренерів зі спортивної гімнастики Вінсента Веверса та Джемми Теннігло, має сестру-близнючку Ліке Веверс, яка є членкинею збірної Нідерландів зі спортивної гімнастики та призеркою Європейських ігор. Санне на шість хвилин старша за сестру.
Навчається на факультеті фізичного виховання в "Ханському університеті прикладних наук" в Арнемі, Нідерланди.

## Спортивна кар'єра
Спортивною гімнастикою займається з шести років.

#### 2015
На чемпіонаті Європи здобула бронзу на різновисоких брусах та була восьмою на колоді.
На чемпіонаті світу в команді завершила змагання восьмою, на колоді здобула срібну нагороду.

#### 2016
На Олімпійські ігри 2016 в Ріо-де-Жанейро, Бразилія, в командній першості продемонструвала сьомий результат.  В фіналі вправи на колоді здобула перемогу.

#### 2018
На чемпіонаті Європи в Глазго, Велика Британія, здобула бронзову нагороду в командній першості разом з Тіша Волмен, Наомі Віссер, Вірою Ван Пол та Селін Ван Гернер. В фіналі вправи на колоді здобула перемогу.
На чемпіонаті світу в Досі, Катар, в команді посіла десяте місце, на колоді показала восьмий результат.

#### 2019
Через травму правої ноги та незрозумілі проблеми з усією правою стороною тіла, причину якої не змогли з'ясувати протягом дев'яти місяців, змушена була пропустити чемпіонат Європи.
На чемпіонаті світу 2019 року у командному фіналі разом з Наомі Віссер, Тішєю Волмен, Ейторою Торсдоттір та Ліке Веверс посіли восьме місце, що дозволило здобули командну олімпійську ліцензію на Літні Олімпійські ігри 2020 у Токіо, Японія. До фіналів в окремих видах не кваліфікувалась.

#### 2020
Під час пандемії коронавірусу для збереження спортивної форми на самоізоляції встановила колоду у вітальні, де тренується разом з сестрою Ліке.

#### 2021
На чемпіонаті Європи у швейцарському Базелі здобула сріблу нагороду у вправі на колоді.

## Результати на турнірах
| Рік  | Змагання                | КБ | ІБ | Опорний стрибок | Різновисокі бруси | Колода | Вільні вправи |
| ---- | ----------------------- | -- | -- | --------------- | ----------------- | ------ | ------------- |
| 2008 | Чемпіонат Європи        | 8  |    |                 |                   |        |               |
| 2009 | Чемпіонат світу         |    |    |                 |                   | 24(Q)  |               |
| 2010 | Чемпіонат Європи        | 7  |    |                 |                   |        |               |
| 2010 | Чемпіонат світу         | 9  |    |                 |                   |        |               |
| 2013 | Чемпіонат світу         |    |    |                 |                   | 56(Q)  |               |
| 2014 | Чемпіонат Європи        | 9  |    |                 |                   |        |               |
| 2014 | Чемпіонат світу         | 10 |    |                 |                   |        |               |
| 2015 | Чемпіонат Європи        |    |    |                 | 3                 | 8      |               |
| 2015 | Чемпіонат світу         | 8  |    |                 |                   | 2      |               |
| 2016 | Олімпійські ігри        | 7  |    |                 |                   | 1      |               |
| 2017 | Чемпіонат Європи        |    |    |                 |                   | 5      |               |
| 2017 | Чемпіонат світу         |    |    |                 |                   | 14(Q)  |               |
| 2018 | Чемпіонат Європи        | 3  |    |                 |                   | 1      |               |
| 2018 | Чемпіонат світу         | 10 |    |                 |                   | 7      |               |
| 2019 | Чемпіонат світу         | 8  |    |                 |                   |        |               |
| 2021 | Чемпіонат Європи        |    |    |                 |                   | 2      |               |
| 2024 | Кубок виклику в Анталії |    |    |                 |                   | 4      |               |

## Виступи на Олімпіадах
| Олімпіада | Дисципліна        | Місце |
| --------- | ----------------- | ----- |
| Ріо 2016  | командна першість | 7     |
| Ріо 2016  | колода            | 1     |

## Іменний елемент
Елемент колоди "Wevers" було названо на честь Санне Веверс, який вона виконала на чемпіонаті світу 2010 року в Роттердамі, Нідерланди.